# 대한민국 민법 제232조
대한민국 민법 제232조는 하류연안의 용수권보호에 대한 민법조문이다.

## 조문
제232조 (하류연안의 용수권보호) 전조의 인수나 공작물로 인하여 하류연안의 용수권을 방해하는 때에는 그 용수권자는 방해의 제거 및 손해의 배상을 청구할 수 있다.